# 헬렌 요나스로젠츠바이크
헬렌 요나스로젠츠바이크(영어: Helen Jonas-Rosenzweig, 1925년 4월 25일 ~ 2018년 12월 20일)는 폴란드의 유대인 대학살 생존자로, 제2차 세계 대전 당시 프와슈프 수용소에 수감되어 SS 수용소 지휘관 아몬 괴트의 하녀로 일했다.
크라쿠프에서 태어난 그녀는 거의 1,200명의 유대인 강제 노동자들의 목숨을 구한 것으로 알려진 오스카르 쉰들러의 도움으로 홀로코스트에서 살아남았다. 전쟁이 끝난 후, 요나스로젠츠바이크는 미국으로 이주했다. 그녀는 플로리다주의 보카라톤에 살았다. 요나스로젠츠바이크는 아몬 괴트의 딸인 모니카 헤르트비히를 만났고, 그들은 제임스 몰에 의해 PBS를 위해 만들어진 2006년 다큐멘터리 영화 "상속"에 함께 등장했다.